# Aiulfo
Aiulfo Agiulfo in Spagnolo, Aguiulfo in Portoghese e Aguiúlfo in galiziano (... – 457) è stato re dei Suebi di Gallaecia, dal 456 fino alla sua morte.

## Origine
Secondo il vescovo Idazio era un comandante dei Visigoti che dopo l'esecuzione di Rechiaro si auproclamò re degli Suebi di Gallaecia.

Secondo il cronista visigoto, Giordane, Aiulfo era originario della tribù dei Varni (Vir si quidem erat Varnorum stirpe genitus, longe a Gothici sanguinis nobilitate seiunctus).

## Biografia
Nel 456, alleatosi con i Vandali di Genserico, che attaccavano le coste calabre e siciliane, Rechiaro invase i territori della provincia Tarraconense, da cui si era ritirato pochi anni prima; ma il nuovo re dei Goti, Teodorico II, in nome del nuovo imperatore, Avito, non lo appoggiò, anzi, con un contingente di Burgundi, passò i Pirenei, lo sconfisse e prese possesso di buona parte del regno suebo per conto dell'impero romano; infatti nella battaglia del fiume Urbicus sconfisse Rechiaro, lo fece prigioniero e, nonostante fossero cognati, lo fece giustiziare.

Anche Isidoro di Siviglia, riporta che Rechiaro fu ucciso dai Visigoti di Teodorico II.
Dopo la morte di Rechiaro i Visigoti invasero il regno svevo, occupando gran parte della penisola iberica.

Dopo il sacco di Braga, Aiulfo divenne responsabile del Regno suebo in Gallaecia, con l'appoggio del re dei visigoti Teodorico II, ma secondo Idazio disertò e si autoproclamo re, come riportano anche Hispania tardoantigua y visigoda e Ideología, simbolismo y ejercicio del poder real en la monarquía visigoda.

Una parte di Svevi però non accettò Aiulfo come re, ma nominò un altro re, Maldraso, figlio di Massila, come conferma Idazio. Aiulfo si trovò a fronteggiare Maldraso, che gli contendeva la corona reale.
Aiulfo si stabilì a Mérida e regnò sul sud del regno, mentre Maldraso regnò sul nord.
Nel mese di giugno del 457, a Castro do Porto, come conferma Idazio, fu assassinato da Maldraso che lo sostituì sul trono.

Secondo Giordane, Aiulfo fu attaccato e sconfitto da Teodorico II, che lo catturò e lo giustiziò, come conferma anche il Diccionario biográfico español, Real Academia de la Historia.

### Fonti primarie
- (LA) #ES Isidori Historia Gothorum, Wandalorum, Sueborum (archiviato dall'url originale il 29 aprile 2024)..
- (LA) #ES Idatii episcopi Chronicon..
- (LA) #ES Giordane, De origine actibusque Getarum..

### Letteratura storiografica
- Ludwig Schmidt e Christian Pfister, I regni germanici in Gallia, in Storia del mondo medievale, vol. I, 1999,  pp. 275-300.
- Ludwig Schmidt, I suebi, gli alani, e i vandali in Spagna. La dominazione vandalica in Africa 429-533, in Storia del mondo medievale, vol. I, 1999,  pp. 301-319.
- Ernst Barker, L'Italia e l'occidente dal 410 al 476, in Storia del mondo medievale, vol. I, 1999,  pp. 373-419.
- (ES) Hispania tardoantigua y visigoda.
- (ES) Ideología, simbolismo y ejercicio del poder real en la monarquía visigoda.